# Parque MFO

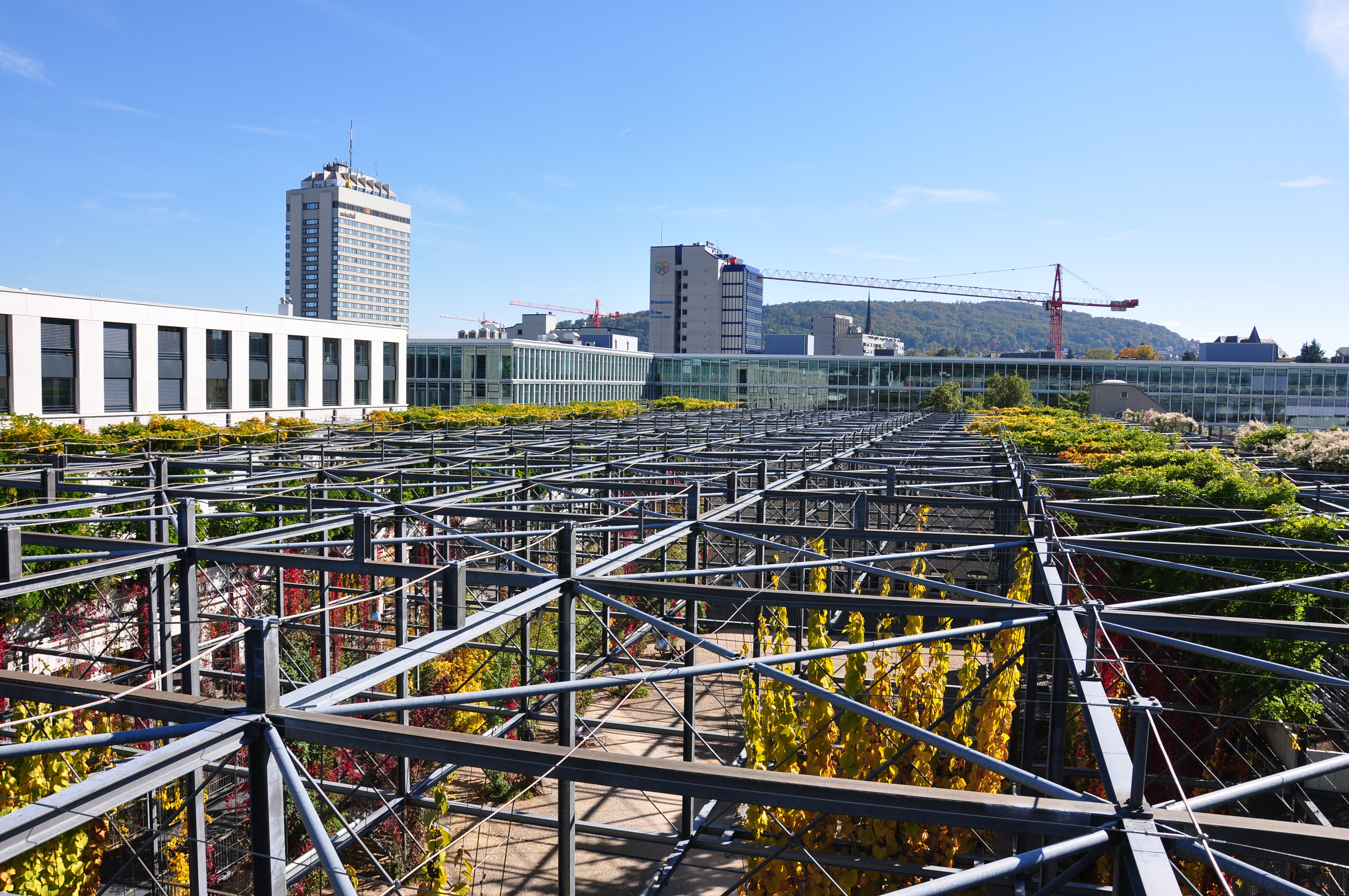

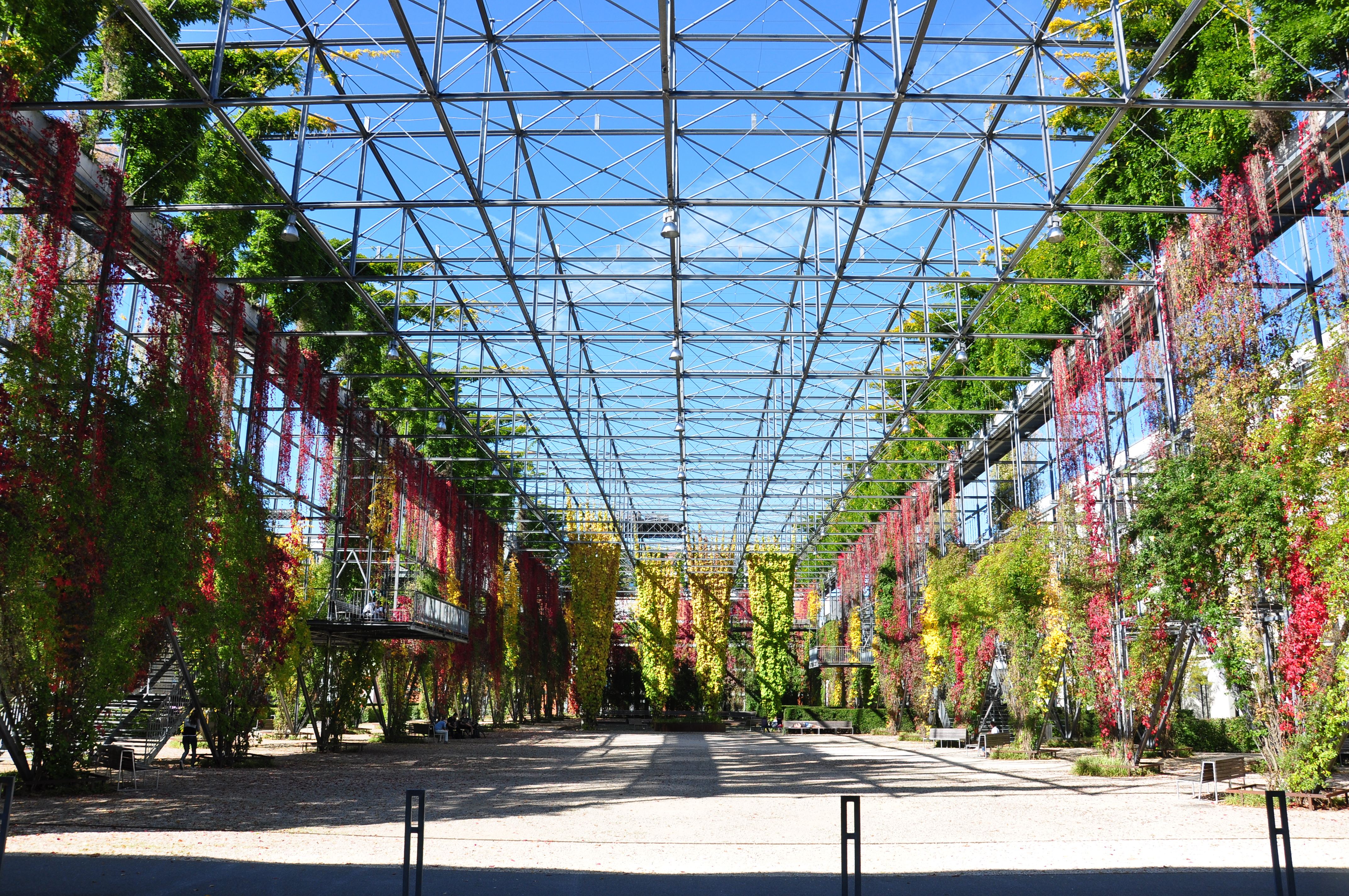

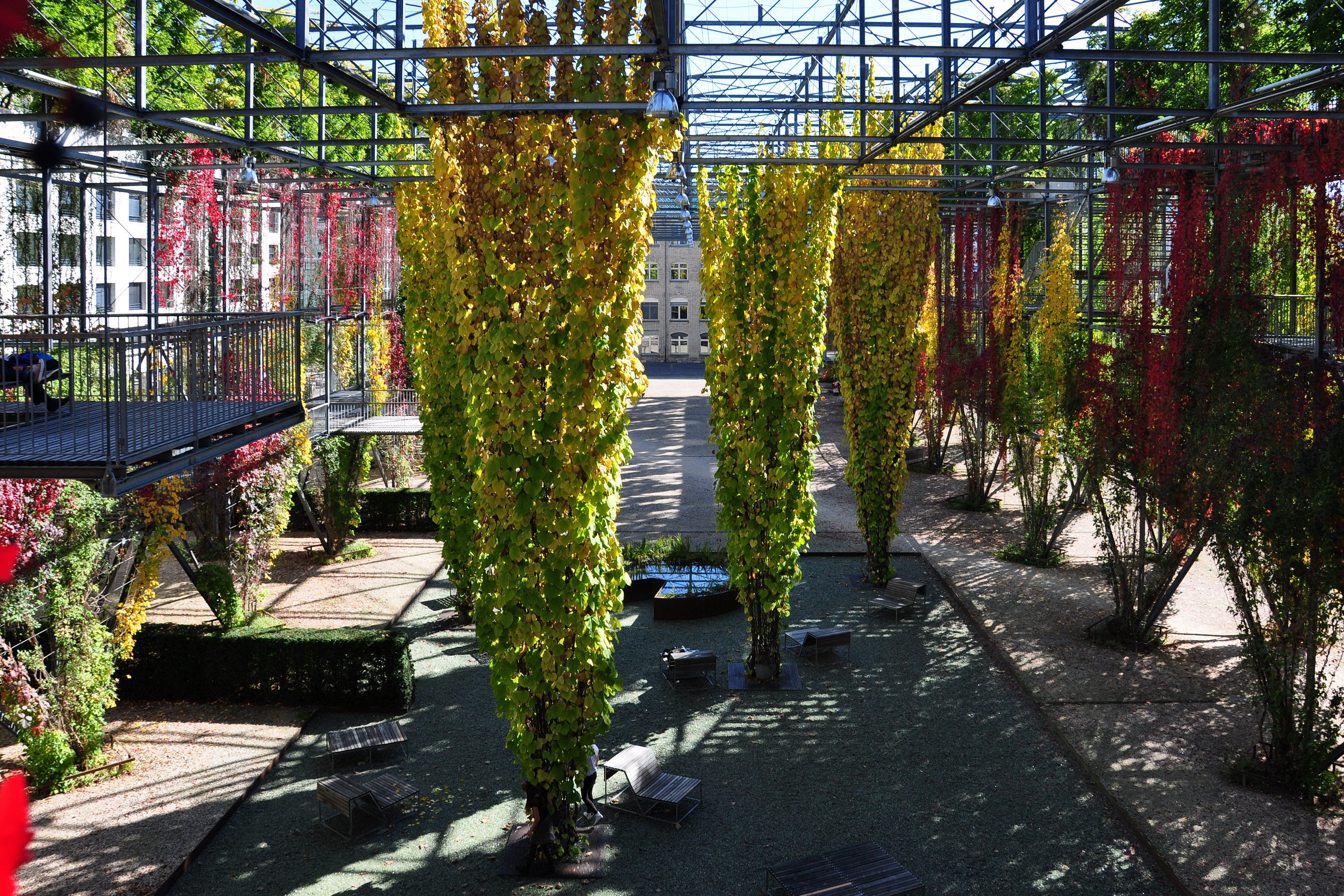

O parque MFO, que cobre uma area de 0.9 ha, é caracterizado por um moderno e inusual design. O grande “Parkhaus” é um construção dupla coberta por grades, uma grade aberta com 3 lados em uma maneira semelhante à um design de um antigo jardim e coberto com plantas. O grande espaço de corredor é separado pelas  plantas-cobertas em calices de arame. O vaso de água plantado com Iris é localizado em uma area submersa. O sol no assoalho destaca e oferece uma vista sobre o norte de zurique.
O parque MFO acomoda um número diferente de atividades. Os grandes eventos ao céu aberto filmes, cinemas, teatros, concertos, entre outros que são possíveis. Mencionando este ponto, o teatro Barroco do parque com cercas cortadas é valorizado. Pequenos jardins em silêncio com uma vista para o corredor foram criadas em espaços entre as paredes, como «caixa de ópera» para ler, amar ou sonhar. 

A fundação de pedra foi preparada no outono de 2001 e o MFO-Parque foi inaugurado no verão de 2002. O conceito da segunda parte do design ainda não está completo: vai ser uma característica na área frontal com a planta coberta por pilares, na frente de um dos lados abertos do corredor. Os quatro andares construídos de tijolos, no qual foi originalmente intensionado para demolição, continuarão para ser usados no futuro.

## Prêmios
- Prêmio de Jardim Europeu na categoria  “Parque ou Jardim mais Inovador e Contemporâneo”pelo European Garden Heritage Network EGHN 2010
- Prêmio de melhor arquitetura em Canton, Zurique, 2006 – Reconhecimento
- Prêmio de melhor arquitetura da Cidade de Zurique 2006
- 2004: MAX on top Viena, free space 02, Segundo Lugar, 2004
- Prêmio Friedrichshafen Jogos&Leitura, 2004
- Prêmio BDLA (Associação Alemã de Paisagismo) 2003 – Reconhecimento
- Prêmio de Design Público 2003